# Zápas na Letních olympijských hrách 2008
Zápas na Letních olympijských hrách 2008 v Pekingu nabídl souboje o osmnáct sad medailí, a to mužů v sedmi váhových kategoriích ve volném stylu a v sedmi v řecko-římském a podruhé v historii se o medaile utkaly také ženy a to ve čtyřech váhových kategoriích ve volném stylu.

## Medailisté

### Volný styl
| Kategorie | Zlato                                                                | Stříbro                                                                | Bronz                              | Bronz                               |
| --------- | -------------------------------------------------------------------- | ---------------------------------------------------------------------- | ---------------------------------- | ----------------------------------- |
| 55 kg     | Henry Cejudo · Spojené státy americké (USA)                          | Tomohiro Macunaga · Japonsko (JPN)                                     | Besik Kuduchov · Rusko (RUS)       | Radoslav Velikov · Bulharsko (BUL)  |
| 60 kg     | Mavlet Batyrov · Rusko (RUS)                                         | Vasyl Fedoryšyn · Ukrajina (UKR)                                       | Morad Mohammadí · Írán (IRI)       | Keniči Jumoto · Japonsko (JPN)      |
| 66 kg     | Ramazan Şahin · Turecko (TUR)                                        | Andrij Stadnyk · Ukrajina (UKR)                                        | Sušíl Kumár · Indie (IND)          | Otar Tušišvili · Gruzie (GEO)       |
| 74 kg     | Buvajsar Sajtijev · Rusko (RUS)                                      | Soslan Tydžyty · Uzbekistán (UZB) · Murad Gajdarov · Bělorusko (BLR)   | Gheorghiță Ștefan · Rumunsko (ROU) | Kiril Terziev · Bulharsko (BUL)     |
| 84 kg     | Revaz Mindorašvili · Gruzie (GEO)                                    | Jusup Abdusalamov · Tádžikistán (TJK)                                  | Taras Daňko · Ukrajina (UKR)       | Giorgi Ketojev · Rusko (RUS)        |
| 96 kg     | Širvan Muradov · Rusko (RUS)                                         | Tajmuraz Tydžyty · Kazachstán (KAZ) · Giorgi Gogšelidze · Gruzie (GEO) | Michel Batista · Kuba (CUB)        | Chetag Gozjumov · Ázerbájdžán (AZE) |
| 120 kg    | Artur Tajmazov · Uzbekistán (UZB) · Bachtyjar Achmedov · Rusko (RUS) | David Musulbes · Slovensko (SVK)                                       | Disney Rodríguez · Kuba (CUB)      | Marid Mutalimov · Kazachstán (KAZ)  |

### Řecko-římský zápas
| Kategorie | Zlato                              | Stříbro                                                                     | Bronz                                                        | Bronz                                       |
| --------- | ---------------------------------- | --------------------------------------------------------------------------- | ------------------------------------------------------------ | ------------------------------------------- |
| 55 kg     | Nazir Mankijev · Rusko (RUS)       | Rovšan Bajramov · Ázerbájdžán (AZE)                                         | Roman Amojan · Arménie (ARM)                                 | Park Eun-Chul · Jižní Korea (KOR)           |
| 60 kg     | Islambek Albijev · Rusko (RUS)     | Vitali Rahimov · Ázerbájdžán (AZE) · Nurbakyt Tengizbaev · Kazachstán (KAZ) | Šeng Ťiang · Čína (CHN)                                      | Ruslan Tumenbaev · Kyrgyzstán (KGZ)         |
| 66 kg     | Steeve Guénot · Francie (FRA)      | Kanatbek Begaliev · Kyrgyzstán (KGZ)                                        | Michail Semjonov · Bělorusko (BLR)                           | Armen Vardanjan · Ukrajina (UKR)            |
| 74 kg     | Manučar Kvirkvelija · Gruzie (GEO) | Čchang Jung-siang · Čína (CHN)                                              | Christophe Guenot · Francie (FRA)                            | Javor Janakiev · Bulharsko (BUL)            |
| 84 kg     | Andrea Minguzzi · Itálie (ITA)     | Zoltán Fodor · Maďarsko (HUN)                                               | Nazmi Avluca · Turecko (TUR)                                 | Ara Abra'amjan · Švédsko (SWE)              |
| 96 kg     | Aslanbek Chuštov · Rusko (RUS)     | Mirko Englich · Německo (GER)                                               | Asset Mambetov · Kazachstán (KAZ) · Marek Švec · Česko (CZE) | Adam Wheeler · Spojené státy americké (USA) |
| 120 kg    | Mijaín López · Kuba (CUB)          | Chasan Barojev · Rusko (RUS) · Mindaugas Mizgaitis · Litva (LTU)            | Yannick Szczepaniak · Francie (FRA)                          | Jurij Patrikejev · Arménie (ARM)            |

### Volný styl (ženy)
| Kategorie | Zlato                            | Stříbro                            | Bronz                                 | Bronz                                       |
| --------- | -------------------------------- | ---------------------------------- | ------------------------------------- | ------------------------------------------- |
| 48 kg     | Carol Huynhová · Kanada (CAN)    | Čiharu Ičová · Japonsko (JPN)      | Marija Stadnyková · Ázerbájdžán (AZE) | Iryna Merleniová · Ukrajina (UKR)           |
| 55 kg     | Saori Jošidaová · Japonsko (JPN) | Xu Li · Čína (CHN)                 | Tonya Verbeeková · Kanada (CAN)       | Jackeline Renteríaová · Kolumbie (COL)      |
| 63 kg     | Kaori Ičová · Japonsko (JPN)     | Alena Kartašova · Rusko (RUS)      | Jelena Šaligina · Kazachstán (KAZ)    | Randi Miller · Spojené státy americké (USA) |
| 72 kg     | Wang Jiao · Čína (CHN)           | Stanka Zlatevová · Bulharsko (BUL) | Kjókó Hamaguči · Japonsko (JPN)       | Agnieszka Wieszczek · Polsko (POL)          |

## Přehled medailí
| Pořadí | Země                         | Zlato | Stříbro | Bronz | Celkově |
| ------ | ---------------------------- | ----- | ------- | ----- | ------- |
| 1      | Rusko (RUS)                  | 6     | 3       | 2     | 11      |
| 2      | Japonsko (JPN)               | 2     | 2       | 2     | 6       |
| 3      | Gruzie (GEO)                 | 2     | 0       | 2     | 4       |
| 4      | Čína (CHN)                   | 1     | 2       | 0     | 3       |
| 5      | Uzbekistán (UZB)             | 1     | 1       | 0     | 2       |
| 6      | Spojené státy americké (USA) | 1     | 0       | 2     | 3       |
| 7      | Kanada (CAN)                 | 1     | 0       | 1     | 2       |
| 7      | Francie (FRA)                | 1     | 0       | 1     | 2       |
| 7      | Turecko (TUR)                | 1     | 0       | 1     | 2       |
| 10     | Kuba (CUB)                   | 1     | 0       | 0     | 1       |
| 10     | Itálie (ITA)                 | 1     | 0       | 0     | 1       |
| 12     | Ukrajina (UKR)               | 0     | 2       | 3     | 5       |
| 13     | Ázerbájdžán (AZE)            | 0     | 2       | 2     | 4       |
| 14     | Kazachstán (KAZ)             | 0     | 1       | 4     | 5       |
| 15     | Bulharsko (BUL)              | 0     | 1       | 3     | 4       |
| 16     | Kyrgyzstán (KGZ)             | 0     | 1       | 1     | 2       |
| 17     | Německo (GER)                | 0     | 1       | 0     | 1       |
| 17     | Maďarsko (HUN)               | 0     | 1       | 0     | 1       |
| 17     | Tádžikistán (TJK)            | 0     | 1       | 0     | 1       |
| 20     | Arménie (ARM)                | 0     | 0       | 2     | 2       |
| 20     | Bělorusko (BLR)              | 0     | 0       | 2     | 2       |
| 22     | Kolumbie (COL)               | 0     | 0       | 1     | 1       |
| 22     | Jižní Korea (KOR)            | 0     | 0       | 1     | 1       |
| 22     | Litva (LTU)                  | 0     | 0       | 1     | 1       |
| 22     | Polsko (POL)                 | 0     | 0       | 1     | 1       |
| 22     | Írán (IRI)                   | 0     | 0       | 1     | 1       |
| 22     | Indie (IND)                  | 0     | 0       | 1     | 1       |
| 22     | Slovensko (SVK)              | 0     | 0       | 1     | 1       |
| Celkem | Celkem                       | 18    | 18      | 35    | 71      |

## Zúčastněné země
Do bojů o medaile zasáhlo 343 zápasníků z 59 zemí:
| - Albánie (2) - Alžírsko (3) - Arménie (9) - Austrálie (4) - Ázerbájdžán (16) - Bělorusko (9) - Brazílie (1) - Bulharsko (12) - Čína (16) - Česko (1) - Dánsko (2) - Egypt (7) - Finsko (1) - Francie (9) - Makedonie (1) |  | - Gruzie (10) - Německo (7) - Řecko (3) - Guam (1) - Guinea-Bissau (1) - Maďarsko (9) - Indie (3) - Írán (12) - Itálie (2) - Japonsko (10) - Jihoafrická republika (1) - Jižní Korea (11) - Kamerun (1) - Kanada (10) - Kazachstán (16) |  | - Kolumbie (3) - Kuba (12) - Kyrgyzstán (5) - Litva (4) - Mexiko (1) - Moldavsko (2) - Mongolsko (6) - Nigérie (2) - Norsko (1) - Palau (2) - Peru (1) - Polsko (9) - Rumunsko (8) - Rusko (18) - Salvador (1) |  | - Senegal (1) - Severní Korea (3) - Srbsko (2) - Slovensko (2) - Spojené státy americké (16) - Španělsko (3) - Švédsko (5) - Švýcarsko (1) - Tádžikistán (2) - Tunisko (3) - Turecko (13) - Ukrajina (16) - Uzbekistán (8) - Venezuela (3) |